# Suahili (lud)
Suahili, inaczej Waswahili – lud zamieszkujący tereny Afryki Wschodniej (głównie wybrzeża Kenii, Tanzanii i północnego Mozambiku), pod koniec lat 90. XX wieku liczący ok. 2,5 mln osób. Suahili zaliczani są do ludów Bantu. W czasach przedkolonialnych tworzyli luźną organizację polityczno-handlową. Dzięki kontaktom handlowym ich kultura rozwijała się przez wieki pod wpływami arabskimi, perskimi i indyjskimi. W X wieku Suahili przyjęli islam. Do ich tradycyjnych zajęć zalicza się rolnictwo, rybołówstwo i handel w Afryce Wschodniej i na wyspach Oceanu Indyjskiego.
Nazwa „suahili” pochodzi od liczby mnogiej arabskiego słowa sāhil (ساحل), oznaczającego wybrzeże. W liczbie mnogiej sawāhil (سواحل), używanego jako przymiotnik określający mieszkańców wybrzeża. Suahili tradycyjnie mówią językiem suahili, który jest językiem bantu z grupy językowej niger-kongo. Charakterystyczne elementy kultury suahili to: złożoność etniczna, specyfika nadmorska, handel, bogata kultura piśmienna, wpływ islamu i doświadczenie kolonialne.